# パシフィックネーションズカップ2025
パシフィックネーションズカップ2025（2025 Pacific Nations Cup、2025 PNC）は、ワールドラグビー主催により環太平洋諸国が参加する「ワールドラグビー パシフィックネーションズカップ（PNC）」18回目の大会である。

## 概要
6チームで開催。プールフェーズ（各チーム2試合を行うプール戦）の後、ファイナルラウンド（決勝トーナメント）を行う。プールフェーズでは、3チームずつに分かれてプール戦を行う。
ファイナルシリーズ（決勝トーナメント）で、各プール上位2チームにずつ計4チームよるトーナメントと、プール最下位チームによる5位決定戦を行い、6チームの最終順位が決まる。

## ワールドカップ予選
この大会は、ラグビーワールドカップ2027のパシフィック（北アメリカ大陸とオセアニア）予選も兼ねている。
- 既に出場資格を得ているフィジーと日本を除く上位3チーム（パシフィック1位・2位・3位）は、ワールドカップ2027の出場権を得る。これで、計5チームがワールドカップ2027への出場が確定する。
- 残った1チーム（最下位）は、「パシフィック4位」となり、「スダメリカ2位/パシフィック4位プレーオフ」に進む。これに勝利すると、ワールドカップ2027の出場権を得る。
- それに敗戦した場合は、ベルギー（ヨーロッパ5位）、「アフリカ2位/アジア2位プレーオフ」の勝者、スダメリカ3位と共に、ワールドカップ最終予選トーナメントに進む。

## プールステージ
開催日：2025年8月23日～9月6日
プールAとプールBに分かれ、それぞれ総当たり戦（各チームが1ホーム・1アウェーで計2試合）を行い、勝ち点によりプール内の順位を決める。上位2チームずつは準決勝へ、下位1チームずつは5位決定戦へ進む。
勝ち点は、勝利4、引き分け2、敗戦0。さらに「4トライ以上獲得」「7点差以内で敗戦」の場合に、それぞれボーナスポイント（BP）1が勝ち点に加わる。

### プールA
| プールA | 順位 | 国       | 試合数 | 勝 | 分 | 敗 | 得点 | 失点 | 差 | 4トライ以上 BP | 7点差以内 BP | 勝点 | ファイナルシリーズ |
| ------- | ---- | -------- | ------ | -- | -- | -- | ---- | ---- | -- | -------------- | ------------ | ---- | ------------------ |
| プールA | 1    | フィジー | 0      | 0  | 0  | 0  | 0    | 0    | 0  | 0              | 0            |      |                    |
| プールA | 1    | サモア   | 0      | 0  | 0  | 0  | 0    | 0    | 0  | 0              | 0            |      |                    |
| プールA | 1    | トンガ   | 0      | 0  | 0  | 0  | 0    | 0    | 0  | 0              | 0            |      |                    |

| 2025年8月23日(土) 15:00 TOT(UTC+13) 11:00 JST | トンガ | v | サモア | トゥファイバ・スポーツスタジアム, トンガ, ヌクアロファ レフリー: アンガス・ガードナー（オーストラリア） |
| 2025年8月23日(土) 15:00 TOT(UTC+13) 11:00 JST |        |   |        | トゥファイバ・スポーツスタジアム, トンガ, ヌクアロファ レフリー: アンガス・ガードナー（オーストラリア） |

| 2025年8月30日(土) 15:00 FJT(UTC+12) 12:00 JST | フィジー | v | トンガ | HFCバンクスタジアム, フィジー, スバ レフリー: カール・ディクソン（イングランド） |
| 2025年8月30日(土) 15:00 FJT(UTC+12) 12:00 JST |          |   |        | HFCバンクスタジアム, フィジー, スバ レフリー: カール・ディクソン（イングランド） |

| 2025年9月6日(土) 15:00 NZST(UTC+12) 12:00 JST | サモア | v | フィジー | ルトルア・インターナショナル・スタジアム, ニュージーランド, ルトルア レフリー: 滑川剛人（日本） |
| 2025年9月6日(土) 15:00 NZST(UTC+12) 12:00 JST |        |   |          | ルトルア・インターナショナル・スタジアム, ニュージーランド, ルトルア レフリー: 滑川剛人（日本） |

### プールB
| プールB | 順位 | 国             | 試合数 | 勝 | 分 | 敗 | 得点 | 失点 | 差 | 4トライ以上 BP | 7点差以内 BP | 勝点 | ファイナルシリーズ |
| ------- | ---- | -------------- | ------ | -- | -- | -- | ---- | ---- | -- | -------------- | ------------ | ---- | ------------------ |
| プールB | 1    | 日本           | 0      | 0  | 0  | 0  | 0    | 0    | 0  | 0              | 0            |      |                    |
| プールB | 1    | アメリカ合衆国 | 0      | 0  | 0  | 0  | 0    | 0    | 0  | 0              | 0            |      |                    |
| プールB | 1    | カナダ         | 0      | 0  | 0  | 0  | 0    | 0    | 0  | 0              | 0            |      |                    |

| 2025年8月22日(金) 19:00 MDT(UTC-6) 23日10:00 JST | カナダ | v | アメリカ合衆国 | マクマーン・スタジアム, カナダ, アルバータ州カルガリー レフリー: ルーク・ピアース（イングランド） |
| 2025年8月22日(金) 19:00 MDT(UTC-6) 23日10:00 JST |        |   |                | マクマーン・スタジアム, カナダ, アルバータ州カルガリー レフリー: ルーク・ピアース（イングランド） |

| 2025年8月30日(土) 17:00 JST(UTC+9) | 日本 | v | カナダ | ユアテックスタジアム仙台, 宮城県仙台市泉区 レフリー: ポール・ウィリアムズ（ニュージーランド） |
| 2025年8月30日(土) 17:00 JST(UTC+9) |      |   |        | ユアテックスタジアム仙台, 宮城県仙台市泉区 レフリー: ポール・ウィリアムズ（ニュージーランド） |

| 2025年9月5日(金) 18:05 PDT(UTC-7) 6日10:05 JST | アメリカ合衆国 | v | 日本 | ハート・ヘルス・パーク, アメリカ合衆国, カリフォルニア州サクラメント レフリー: クレイグ・エバンス（イングランド） |
| 2025年9月5日(金) 18:05 PDT(UTC-7) 6日10:05 JST |                |   |      | ハート・ヘルス・パーク, アメリカ合衆国, カリフォルニア州サクラメント レフリー: クレイグ・エバンス（イングランド） |

## ファイナルシリーズ
開催日：2025年9月14日～20日
|  | 準決勝                          | 準決勝                          |                       |                       | 決勝      | 決勝      |                                 |                                 |  |  |
|  |                                 |                                 |                       |                       |           |           |                                 |                                 |  |  |
|  | 9月14日コロラド州コマースシティ |                                 |                       |                       |           |           |                                 |                                 |  |  |
|  | プールA 1位                     |                                 |                       |                       |           |           |                                 |                                 |  |  |
|  | プールB 2位                     |                                 |                       |                       |           |           |                                 |                                 |  |  |
|  |                                 |                                 | 9月20日ユタ州サンディ |                       |           |           |                                 |                                 |  |  |
|  |                                 |                                 |                       |                       |           |           |                                 |                                 |  |  |
|  |                                 |                                 |                       |                       |           |           |                                 |                                 |  |  |
|  |                                 |                                 |                       |                       |           |           |                                 |                                 |  |  |
|  | 3位決定戦                       | 3位決定戦                       |                       |                       | 5位決定戦 | 5位決定戦 |                                 |                                 |  |  |
|  | 9月14日コロラド州コマースシティ | 9月14日コロラド州コマースシティ | 9月20日ユタ州サンディ | 9月20日ユタ州サンディ |           |           | 9月14日コロラド州コマースシティ | 9月14日コロラド州コマースシティ |  |  |
|  | プールB 1位                     |                                 |                       |                       |           |           | プールA 3位                     |                                 |  |  |
|  | プールA 2位                     |                                 |                       |                       |           |           |                                 | プールB 3位                     |  |  |

### 5位決定戦
| 2025年9月14日 12:35 MDT(UTC-6) 15日3:35 JST | (プールA 3位) | v | (プールB 3位) | ディックス・スポーティング・グッズ・パーク, コロラド州コマースシティ レフリー: Damian Schneider（アルゼンチン） |
| 2025年9月14日 12:35 MDT(UTC-6) 15日3:35 JST |               |   |               | ディックス・スポーティング・グッズ・パーク, コロラド州コマースシティ レフリー: Damian Schneider（アルゼンチン） |

### 準決勝
| 2025年9月14日 15:35 MDT(UTC-6) 15日6:35 JST | (プールA 1位) | v | (プールB 2位) | ディックス・スポーティング・グッズ・パーク, コロラド州コマースシティ レフリー: オーエン・クロス（アイルランド） |
| 2025年9月14日 15:35 MDT(UTC-6) 15日6:35 JST |               |   |               | ディックス・スポーティング・グッズ・パーク, コロラド州コマースシティ レフリー: オーエン・クロス（アイルランド） |

| 2025年9月14日 18:35 MDT(UTC-6) 15日9:35 JST | (プールB 1位) | v | (プールA 2位) | ディックス・スポーティング・グッズ・パーク, コロラド州コマースシティ レフリー: Luc Ramos（フランス） |
| 2025年9月14日 18:35 MDT(UTC-6) 15日9:35 JST |               |   |               | ディックス・スポーティング・グッズ・パーク, コロラド州コマースシティ レフリー: Luc Ramos（フランス） |

### 3位決定戦
| 2025年9月20日(土) 16:35 MDT(UTC-6) 21日7:35 JST |  | v |  | アメリカ・ファースト・フィールド, ユタ州サンディ レフリー: Luc Ramos（フランス） |
| 2025年9月20日(土) 16:35 MDT(UTC-6) 21日7:35 JST |  |   |  | アメリカ・ファースト・フィールド, ユタ州サンディ レフリー: Luc Ramos（フランス） |

### 決勝
| 2025年9月20日(土) 19:35 MDT(UTC-6) 21日10:35 JST |  | v |  | アメリカ・ファースト・フィールド, ユタ州サンディ レフリー: Damian Schneider（アルゼンチン） |
| 2025年9月20日(土) 19:35 MDT(UTC-6) 21日10:35 JST |  |   |  | アメリカ・ファースト・フィールド, ユタ州サンディ レフリー: Damian Schneider（アルゼンチン） |

## マッチオフィシャル
この大会を担当するマッチオフィシャル（審判団）は、ワールドラグビー公式サイト「Appointments - Pacific Nations Cup 2025」を参照。
プール戦「サモア対フィジー」では、滑川剛人がレフリーを担当する。

## 放送・配信

### 日本国内での放送・配信
- 放送：J SPORTS（生放送）- 日本代表 vs. カナダ代表、アメリカ代表 vs. 日本代表、準決勝、決勝[5]
- 配信：J SPORTSオンデマンド（LIVE配信） - 同上[5]